# Cheryl Boone Isaacs

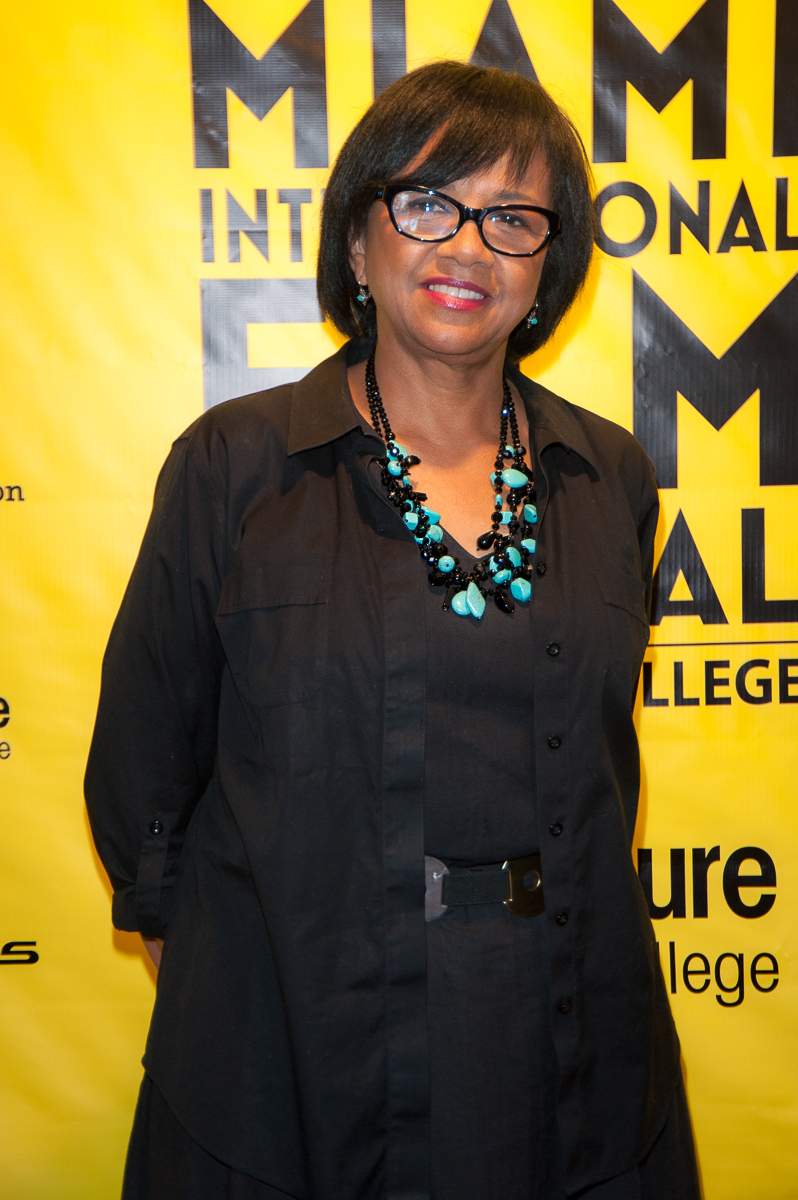
Cheryl Boone Isaacs beim Miami Film Festival 2015

Cheryl Boone Isaacs (* 1949 in Springfield, Massachusetts) ist eine US-amerikanische PR-Beraterin und Funktionärin der Academy of Motion Picture Arts and Sciences (AMPAS).
Boone Isaacs repräsentierte mehrere Jahrzehnte die PR- und Marketing-Experten innerhalb der AMPAS. Von 2013 bis 2017 war sie die 35. Präsidentin der AMPAS. Boone Isaacs war die erste afroamerikanische Person in dieser Funktion und nach Bette Davis und Fay Kanin die dritte Frau.

## Leben
Boone Isaacs wurde 1949 in Springfield als jüngstes von vier Kindern von Ashley Boone senior geboren. Ihr Bruder Ashley Boone junior (1938–1994) war ebenfalls in der Filmwirtschaft tätig.
Sie besuchte in Springfield die High School und studierte danach am Whittier College, wo sie 1971 ihren Bachelor of Arts in Politikwissenschaften erlangte. Im Anschluss wirkte sie in verschiedenen Tätigkeiten, darunter als Stewardess für Pan American World Airways. Mit 25 Jahren beschloss sie ihrem Bruder Ashley in die Filmwirtschaft zu folgen.
Seit 1977 war sie als PR-Sprecher bei Columbia Pictures tätig. Danach folgte eine fünfjährige Tätigkeit bei Melvin Simon Productions, bevor sie als Director of Advertising and Publicity für die Ladd Company wirkte, und die Werbung und Öffentlichkeitsarbeit für zahlreiche Filmstarts verantwortete. 1984 wechselte sie zur Paramount Pictures als Director, Publicity and Promotion, West Coast und wurde bereits ein Jahr später zum Executive Director befördert. Von 1986 bis 1990 war sie Vice President, Publicity und wurde danach zum Senior Vice President, Publicity befördert. Als Executive Vice President, Worldwide Publicity der Paramount Pictures Motion Picture Group verantwortete sie 1995 und 1996 die von der Publicists Guild of America als beste Werbe- und PR-Kampagnen des Jahres ausgezeichneten Marketingmaßnahmen für die Filme Forrest Gump und Braveheart.
Von 1997 bis 1999 war Boone Isaacs bei New Line Cinema als President of Theatrical Marketing federführend für die Marketingkampagnen von Filmen wie Austin Powers – Spion in geheimer Missionarsstellung, Eine Hochzeit zum Verlieben, Wag the Dog, Boogie Nights und American History X verantwortlich. Danach gründete sie ihr eigenes Unternehmen CBI Enterprises, Inc., mit dem sie für zahlreiche Filmverleiher und Produktionsunternehmen beratend tätig ist.
Seit dem Jahr 1987 war Boone Isaacs Mitglied der Academy of Motion Picture Arts and Sciences (AMPAS). Im Jahr 2013 wurde sie zur 35. Präsidentin der AMPAS gewählt. 2014, 2015 und 2016 wurde sie in ihrem Amt jeweils bestätigt. Seit Beginn der Amtszeit setzt Boone Isaacs das Ziel einer höheren Diversität in der Academy durch.
Aus ihrer Ehe mit dem Filmemacher Stanley Isaacs ging ein Sohn hervor.